# Плосково (Череповецкий район)
Плосково — деревня в Череповецком районе Вологодской области.
Входит в состав Ягницкого сельского поселения, с точки зрения административно-территориального деления — в Ягницкий сельсовет.
Расстояние по автодороге до районного центра Череповца — 135 км, до центра муниципального образования Ягницы — 25 км. Ближайшие населённые пункты — Лоша, Раменье, Глинское.
По переписи 2002 года население — 107 человек (50 мужчин, 57 женщин). Преобладающая национальность — русские (97 %).